# Castillo de Luna (Mairena del Alcor)
El castillo de Luna es una edificación fortaleza de estilo almohade y mudéjar, que se encuentra en el municipio español de Mairena del Alcor, provincia de Sevilla, Andalucía. 

## Descripción
La fortaleza se encuentra en el núcleo urbano y a una cota de 141 metros, iniciándose su construcción a mediados del siglo XIV. También recibe otros nombres, Castillo de Mairena del Alcor y Casa-Museo Bonsor. Tiene cuatro torres de planta cuadrangular, orientadas hacia los cuatro puntos cardinales: la Ruida porque una parte de la torre está rota, la torre Mocha porque hubo una época donde se le cortaban las almenas a las torres, la Campanilla porque era donde tocaban una campanilla (que sigue todavía allí) por las mañanas o cuando había un acontecimiento especial, y por último la del Duque.

## Historia
El castillo perteneció a la casa de Arcos y al parecer su nombre procede del matrimonio de Pedro Ponce de León, primogénito y heredero malogrado del I marqués de Cádiz, con una hija del valido Álvaro de Luna, que también dio nombre al castillo de Luna de Rota.